# Robert Seton, 1. Earl of Winton
Robert Seton, 1. Earl of Winton (* 1552; † 22. März 1603) war ein schottischer Peer. 
Er war der Sohn von George Seton, 5. Lord Seton (1531–1586) und Isabel Hamilton (um 1529–1604). Er war Katholik und Gefolgsmann von Königin Maria Stuart und König Jakob VI. Spätestens 1585 wurde er als Privy Counsellor in den schottischen Kronrat berufen. Beim Tod seines Vaters 1586 erbte er dessen Adelstitel als 6. Lord Seton. Am 16. November 1600 wurde ihm zudem der erbliche Titel Earl of Winton verliehen.
Er starb am 22. März 1603 und wurde am 5. April 1603 begraben.

## Ehe und Nachkommen
1582 heiratete er Lady Margaret Montgomerie († 1624), Tochter des Hugh Montgomerie, 3. Earl of Eglinton. Mit ihr hatte er sechs Kinder:
- Sir Thomas Seton
- Sir John Seton
- Robert Seton, 2. Earl of Winton (um 1585–1634)
- George Seton, 3. Earl of Winton (1584–1650)
- Alexander Montgomerie, 6. Earl of Eglinton (1588–1661)
- Lady Isabel Seton (* 1593)